# روستای امیر
روستای امیر ،  روستایی از توابع شهرستان سلسله در استان لرستان ایران است. 
روستای امیر  یکی از روستا های قدیمی و کهن است ، که در شمال شهر الشتر قرار دارد . و به دو قسمت امیر علیا و امیر سفلی تقسیم می شود ، جدایی این دو  قسمت توسط رودخانه‌ای قابل مشاهده است . که در وسط روستا می گذرد . زبان اصلی مردمان این روستا لری می باشد که اکثریت افراد روستا را تشکیل می دهند و بقیه افراد لکی را مورد تکلم خود قرار داده اند . حدود جمعیت روستا عبارت است از ۶۵۰ نفر امیر علیا و ۹۷۶ نفر امیر سفلی می باشد .

## جمعیت
جمعیت
طبق آخرین آمار یعنی سر شماری سال ۱۳۹۵ آمار جمعیت روستای امیر در قسمت امیر علیا جمعیت ۶۵۰ نفر و قسمت امیر سفلی ۹۷۶ نفر جمعیت دارد .
و اکنون سال ۱۴۰۴ جمعیت روستای امیر بین ۲۰۰۰ تا ۲۵۰۰ نفر تخمین زده می شود .

## زبان
زبان
زبان لری : یک زبان خیلی زیبا و شیرین با کلمات و جملات فراوان است .
زبان مردم شهر الشتر تماماً لکی است ولی مردم روستای امیر در این شهر لری تکلم می کنند و تنها قسمتی از این دیار هستند که لری را مورد تکلم خود قرار داده اند .

## شهدای روستا
عبدالمحمد امیری،  نور الحسین امیری،  یونس امیری
1. ↑  جوانان روستای امیر
2. ↑  جوانان روستای امیر